# 蒙德瓦
蒙德瓦（Mundwa），是印度拉贾斯坦邦納高爾县的一个城镇。总人口32649（2018年）。

## 人口
该地2001年总人口16004人，其中男性8173人，女性7831人；0—6岁人口2860人，其中男1483人，女1377人；识字率46.93%，其中男性为60.50%，女性为32.75%。